# Arnoul d'Oudrehem
Arnoul heer van Audrehem (Frans: Arnoul d'Oudrehem Audrehem, geboren tussen 1302 en 1307 – Saumur, december 1370) werd in 1351 maarschalk van Frankrijk en tussen 1368 en 1370 droeg hij de oriflamme.

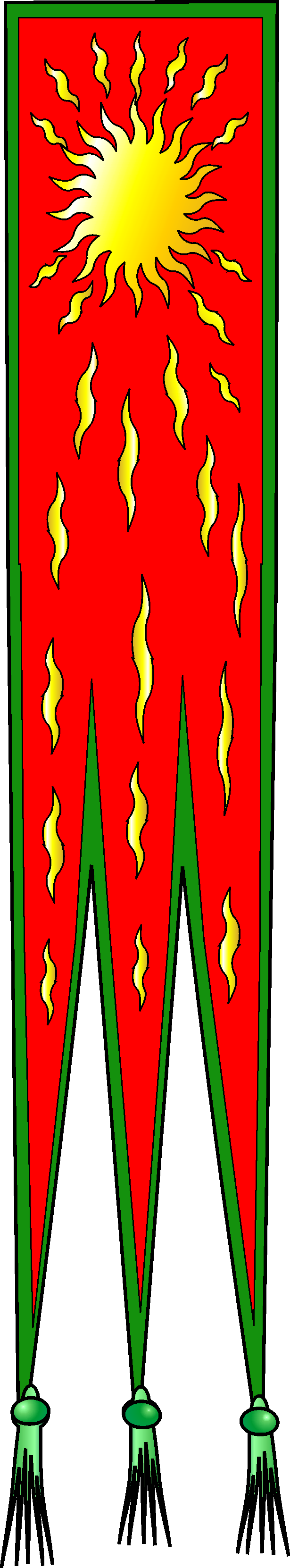
Oriflamme

Deze landedelman uit de omgeving van Boulogne was eigenaar van de ridderhofstede Audrehem. Over zijn familie is alleen bekend dat zijn vader Boudewijn (Frans: "Baudouin") heette, in 1307 geridderd werd en in 1327 nog leefde. Tussen 1348 en 1351 huwde Arnoul Jeanne de Hamelincourt, weduwe van Jean de Walincourt.
In 1332 verscheen d'Audrehem voor het eerst aan het Franse hof. Voor zijn koning vocht hij tegen Eduard III van Engeland en de verraderlijke Karel de Boze. Tussen 1335 en 1341 vocht hij aan de zijde van David Bruce, Koning van Schotland tegen Frankrijks Engelse vijanden. d'Audrehem slaagde er in 1345 niet in om Ploërmel in Bretagne in te nemen maar in het daaropvolgende jaar vielen Aiguillon en het strategisch zeer waardevolle Calais in zijn handen.
In 1351 werd d'Audrehem bij Chapelle Saint-Georges gevangengenomen en tegen een losgeld weer vrijgelaten. Later in dat jaar werd hij maarschalk en bestuurder ("lieutenant du roi") in Poitou, Saintonge, Limousin, Angoumois, Périgord en de Franse gebieden ten zuiden van de Loire. In 1353 overviel en bezette hij het kasteel van Landal.
In april 1356 stormde de maarschalk d'Audrehem met achter zich zijn meester Jan II een feestzaal in Rouaan binnen. "Wie zich beweegt is een kind des doods!" brulde de maarschalk en de koning zelf greep Karel de Boze, Koning van Navarra vast, noemde hem een " verrader" en liet Karel met vier medestanders afvoeren naar de cel.
In 1355 verruilde maarschalk d'Audrehem zijn opgaven in het zuiden voor de verdediging van zijn thuis in Noord-Frankrijk. Hij verdedigde Artois, Picardië en Boulonnois met succes tegen Engelse aanvallen. Maarschalk d'Audrehem stelde op de avond van de 18e september 1356 het rampzalige aanvalsplan op voor het Franse leger, dat de Engelsen onder de Zwarte Prins op een inmiddels versterkte heuvel bij Poitiers tegenover zich vond. Hij liet de flanken ongedekt, plaatste alle ervaren bevelhebbers in een groep van 300 ridders die een plaats waar nog geen vier man naast elkaar konden rijden moesten bestormen en liet het commando over de 2000 afgestegen ridders over aan de jonge en onervaren koning en vier prinsen waarvan de oudste 20 jaar oud was. D'Audrehem maakte maarschalk Jean de Clermont, die een voorzichtiger aanpak aanbeval, uit voor lafaard. Op 19 september 1356 leidde maarschalk d'Audrehem de charge van de ridders. Ze werden afgeslacht; de maarschalk zelf had het geluk gevangen te worden genomen.
Ondanks zijn aandeel in de verschrikkelijke nederlaag in de slag bij Poitiers werd de inmiddels weer vrijgekochte d'Audrehem in 1360 minister en gouverneur van Languedoc. In 1363 had hij weer eens succes; hij veroverde de kastelen van Peyroux, Sauges, Mirepoix, Gévaudan, Peyriac en Gabian.
In 1364 trok d'Audrehem met zijn vertrouwde kameraad Du Guesclin naar Spanje waar in Castilië een opvolgingsoorlog woedde waarin Frankrijk en Engeland betrokken waren. Aanvankelijk waren er successen maar in de slag bij Najera (ook Slag bij Navaret) in april 1367 werden de Fransen weer eens vernietigend verslagen. In 1368 keerde de voor de derde maal vrijgekochte d'Audrehem terug naar Frankrijk. De koning onthief hem van zijn post als maarschalk maar in 1370 streed d'Audrehem onder het commando van Du Guesclin in midden-Frankrijk. Wij weten niet of hij gewond was geraakt of ziek was geworden maar Arnoul, heer van Audrehem stierf in de eerste dagen van december 1370 in Saumur.
Koning Karel V liet het lichaam van zijn oude strijder naar Parijs overbrengen. Daar werd Arnoul heer van Audrehem in de nu verdwenen kapel van de Celestijnen begraven.